# Animation limitée

Animation limitée d'un gif animé japonais réalisé sur ordinateur : la bouche, les yeux, les bras et l'ombre bougent d'une manière saccadée et en boucle.

L'animation limitée est une technique de dessin animé qui, pour des raisons financières ou artistiques, réduit au minimum le nombre de mouvements des personnages, utilise peu de décors et use souvent d'un nombre restreint d'images par seconde. L'économie qui en résulte provient également de la stylisation poussée des éléments dessinés, ceux-ci étant réduits à leur plus simple expression. Elle est complétée par une certaine immobilité des personnages. Lorsqu'ils s'expriment, le corps est souvent fixe : seuls les yeux et la bouche s'animent.
Mise au point à la fin des années 1940 par plusieurs studios d'animation américains afin de réduire leurs coûts de production, l'animation limitée est parfois appelée animation limitée UPA car c'est le studio United Productions of America (UPA) qui la développa systématiquement.
En animation sur cello, lors des dialogues de personnages, seuls les éléments de la physionomie, positionnés devant le cello du visage lors de la prise de vue image par image, doivent être tracés. La confection de nombreux cellos par les animateurs et surtout par les intervallistes est donc évitée, et le gain est énorme. Cette technique, qui est aussi un a priori stylistique, est la caractéristique de séries aussi célèbres que Bip Bip et Coyote, Mister Magoo ou Les Pierrafeu.
William Hanna et Joseph Barbera, les producteurs de Yogi l'ours, Les Fous du volant, Capitaine Caverne, Satanas et Diabolo, Wally Gator, Scooby-Doo, Les Jetson, Les Pierrafeu et bien d'autres,, ont utilisé l'animation limitée tout au long de leur carrière. En 1957, lorsqu'ils créèrent leur propre studio d'animation — Hanna-Barbera Productions — ils choisirent d'adopter une approche radicalement différente de celle qu'ils avaient adoptée pour leurs courts métrages destinés au cinéma. Comme les écrans de télévision étaient beaucoup plus petits que les écrans de cinéma, l'animation limitée, avec son accent sur les gros plans de personnages et l'humour basé sur les dialogues, convenait mieux à l'expérience plus intime du téléspectateur à domicile.
Il est possible d'opposer l'animation limitée à l'animation réaliste et aux décors détaillés des studios Disney, notamment dans les Silly Symphonies. Toutefois cette technique fut utilisée dans quelques courts-métrages Disney tels que Les Instruments de musique (1953) ou Pigs Is Pigs (1954), le premier ayant été récompensé par un oscar du meilleur court métrage d'animation.

## Animation  numérique
Aujourd'hui, en animation numérique, l'économie de moyens de l'animation limitée est également considérable et l'existence de logiciels adaptés pousse certains illustrateurs et auteurs de bande dessinée à réaliser eux-mêmes, sur leur propre ordinateur, des versions animées de leurs créations, telles que la série Froud et Stouf diffusée sur Club RTL et BX1 et tirée de la BD du même nom,.

## Lesanime
L'animation limitée s'est avérée particulièrement populaire au Japon, à tel point que le mot qui y désigne l'animation — anime — est utilisé en français pour désigner ce style d'animation japonais à faible taux d'images par seconde et dans lequel, lorsque parle un personnage, seule la bouche est animée, accompagnée de clignements d'yeux occasionnels,. Osamu Tezuka et son studio Mushi Production utilisent ce système afin de gagner du temps et de l'argent lors de la production d'anime, notamment pour la série Astro Boy.
Comme ce fut le cas aux États-Unis, la télévision a été l'un des principaux moteurs de la croissance de l'animation au Japon ; le redressement du pays après la Seconde Guerre mondiale a entraîné une prospérité économique et un boom de la télévision, et le développement des anime a permis au Japon d'être financièrement concurrentiel dans un domaine où il était auparavant loin derrière l'Occident.